# Port Isabel
Port Isabel is een plaats (city) in de Amerikaanse staat Texas, en valt bestuurlijk gezien onder Cameron County.

## Demografie
Bij de volkstelling in 2000 werd het aantal inwoners vastgesteld op 4865.
In 2006 is het aantal inwoners door het United States Census Bureau geschat op 5379, een stijging van 514 (10.6%).

## Geografie
Volgens het United States Census Bureau beslaat de plaats een oppervlakte van
7,5 km², waarvan 5,7 km² land en 1,8 km² water. Port Isabel ligt op ongeveer 2 m boven zeeniveau.

## Plaatsen in de nabije omgeving
De onderstaande figuur toont nabijgelegen plaatsen in een straal van 24 km rond Port Isabel.